# 恩斯塔爾山

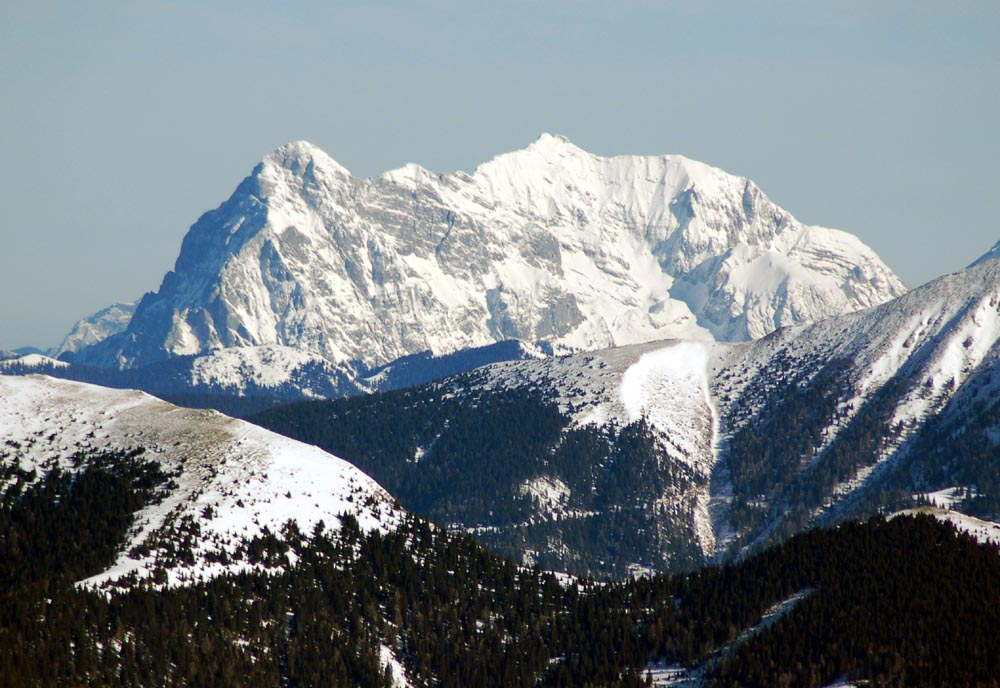

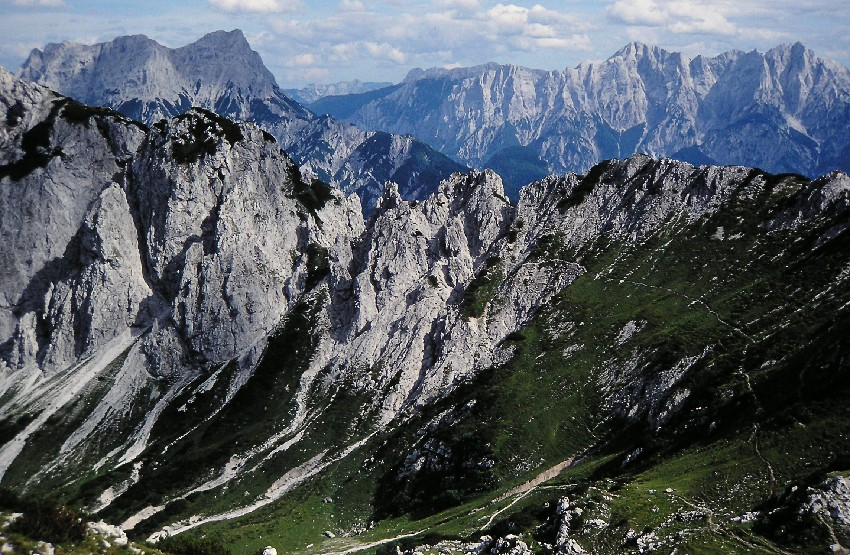

恩斯塔爾山（德語：Ennstaler Alpen）是奧地利的山脈，是北石灰岩山脉的一部分，橫跨施泰爾馬克州和上奧地利州，最高點海拔高度2,369米。